# تقرير خمسين طعام للمستقبل
تقرير خمسين طعام للمستقبل هو تقرير تم نشره في فبراير 2019 من قِبل الصندوق العالمي للطبيعة، يحدد 50 نوع من الأغذية النباتية التي يمكن أن تعزِّز القيمة الغذائية لوجباتنا وتكون سبباً  لخلق نظام غذائي عالمي أكثر استدامة.
أشرف على هذا التقرير خبراء في المجالات التالية:
- استدامة الأغذية.
- الأمن الغذائي.
- التغذية.
- حقوق الإنسان.
- الزراعة.

هدف الخبراء من دراسة وكتابة هذا التقرير كان مساعدة المجتمعات على فهم كيفية تناول الطعام من أجل الصحة المثلى والمحافظة على الكوكب. وكما نعلم  فإن الطريقة التي يتناول بها البشر الطعام ترتبط ارتباطاً وثيقاً بالحفاظ على الحياة البرية، والتي تشهد انخفاضاً بنسبة 60% في عدد من الأحياء البرية منذ عام 1970.
وقال مواطن عالمي: إن تبنِّي  نظام غذائي قائم على النباتات من شأنه أن يساعد في الحد من انبعاثات غاز الكربون والحد من انبعاثات غازات الإحتباس الحراري.
ونقلت الصحيفة عن بيتر جريجوري في التقرير: "إن تنوع الأنظمة الغذائية لا يؤدي إلى تحسين صحة الإنسان فحسب، بل يفيد البيئة من خلال نُظُم إنتاج متنوعة تشجع الحياة البرية والاستخدام الأكثر استدامة للموارد"، ويحدد التقرير 12 مصدرا للنباتات وخمسة مصادر حيوانية تشكل 75 في المائة من الغذاء الذي يستهلكه البشر، كما أن هناك ثلاثة محاصيلت مثل حوالي 60 في المائة من السعرات الحرارية النباتية في معظم النظم الغذائية وهي: القمح والذرة والأرز.
وقد أشارت معايير إدراج الـ 50 طعاماً في قائمة الأغذية إلى أنه يجب أن تكون مغذية جداً، وأن يكون لها أقل تأثير على البيئة قدر الإمكان، وأن تكون في متناول اليد، وأن تكون لذيذة.
يتم تجميع الأطعمة في الفئات التالية: الطحالب، وحبوب الفاصوليا، والصبَّار، والحبوب، والفواكه الشبيهة بالخضار، والخضروات الورقية، والفطر، والمكسرات والبذور، والخضروات الجذرية، والدرنات.
ويقدم التقرير خمس خطوات لتحديد الطعام المستقبلي: 
- التركيز على الأغذية النباتية.
- تحسين كثافة المغذيات.
- تقييم الأثر البيئي.
- التفكير في الثقافة والنكهات.
- تقديم التنوع.[2]

## وصلات خارجية:
https://www.wwf.org.uk/sites/default/files/2019-02/Knorr_Future_50_Report_FINAL_Online.pdf